# Караш
Кара̀ш е село в Северозападна България. То се намира в община Роман, област Враца.

## География
Село Караш се намира на десния висок бряг на р. Малък Искър. Къщите са подредени амфитеатрално по ската на Предбалкана. Главната улица на селото се спуска към реката, на която е построен красив каменен мост, който свързва селото с Клисурата, простираща се до гр. Роман.

## История
От дълбока древност на Караш е имало живот на човешки общества. Централното село е възникнало върху развалините на голямо тракийско селище. Намерени са бронзови украшения, които датират от седми век пр. Хр. (Миков, В., Предисторически… 1933, с. 123).
Южно от Караш са развалините на късноантичната и средновековна крепост Кривград. Тук са намерени надписи и фигурални изображения с посвещения на Зевс и Хера (Добруски, В., АИМ, I, 1907, с. 151). Късноантичното име на крепостта Кривград вероятно е било КАРАИС, което на гръцки ще рече укрепление. Оттук може би с времето е видоизменено в Караш. Върху височината Усойната са рушевините на друго укрепление, действало през късната античност и българското средновековие.
Нагоре срещу течението на реката се намират останките на калето Кривград – силна крепост през българското Средновековие. Представлява четвъртита кула, заобиколена със защитни бойници, строени от ломен камък и хоросан. Руините сега са обрасли с храсти и са труднодостъпни.
Караш се споменава за първи път с днешното си име в османски документ от средата на XV в.: „…Вилает Киево, зиамет Киево. Негов заим е Мурад. Село Тути, някои от раята му живеят на мястото на име Караш: домакинства – 94, вдовици – 6…“ (ИБИ, т. XIII, с. 289). От този документ стана ясно, че Караш не е означено нито като село, нито като мезра и на това място живеят част от жителите на село Тути – днес махала Тутьовци, спадаща към с. Батулци. В друг османски документ Караш е записано като село. В него, който има дата 1690 г., се разказва за голяма хайдушка дружина, която след редица успешни действия се е прехвърлила във Влашко. В документа се споменава името на хайдутина Курмуш от село Караш.
По времето на националноосвободителните борби тук е съществувал деен революционен комитет. През селото е минавал един от нелегалните пътища на Васил Левски. Къщата, в която е пренощувал Левски през август 1872 г., отдавна не съществува, но на мястото ѝ е поставена възпоменателна плоча.
В началото на ХХ в. в Караш е построено основно училище, в което са се учили деца от околните 16 села и махали. Сградата съществува и до днес. В селото е изградена и болница, която е закрита след изселване на населението през 1958 г. поради заболяване от нефрит.
Откупените от държавата къщи са били ползвани като складове от Министерство на народното здраве до 1982 г. От 1996 г. имотите в Караш преминават в собственост на Община Роман, която ги обявява за продажба.
Днес Караш е привлекателно курортно селище с обновени и новопостроени къщи.

## Население
Преброяване на населението през 2011 г.
Численост и дял на етническите групи според преброяването на населението през 2011 г.:
|                     | Численост | Дял (в %) |
| Общо                | 47        | 100,00    |
| Българи             | 5         | 10,63     |
| Турци               | 0         | 0,00      |
| Цигани              | 0         | 0,00      |
| Други               | 0         | 0,00      |
| Не се самоопределят | 0         | 0,00      |
| Неотговорили        | 40        | 85,10     |

## Културни и природни забележителности
Църквата Св. Никола е построена през 1863 г. изцяло от камък. Стените не са изографисани. През 2013 г. е подновена покривната конструкция и са изкърпени и измазани стените отвън и отвътре. Макар и малка, в църквата има вътрешна каменна стълба, водеща до балкон за църковен хор. По повод изселването на населението, иконите от църквата били предадени на съхранение на митрополит Калиник и все още не са върнати обратно.
През 1948 г. е построена сградата на читалището и кметството. На тавана на сградата е монтиран уникален часовник, който оглася околността с камбанен звън на всеки половин час. В читалището има голям салон със сцена и оркестрина (вкопано място за оркестър), балкон за хор и кино-кабина.
Днес достъпът до салона на читалище „Пчелин“ е ограничен поради опасност от срутване. Действаща е само библиотеката, която съдържа стотици томове литература и се обслужва от библиотекар.

## Редовни събития
На 20 юли се прави оброк за Свети Илия с обща трапеза и духова музика за жители и гости на селото.
Съборът на Караш се провежда всяка първа събота на месец септември.

## Личности
- Стефан Пенчов Грънчаров (1867 – 1957), общественик, учител, ботаник, основател на хор „Железни струни“, основател на църковен хор към църквата Св.Никола в с.Караш
- Георги Авгарски (1917 – 1991), писател
- Никола Златев, художник
- Васил Велев, лекар, основател на Български Червен Кръст